# Кайсара (Риу-Гранди-ду-Сул)
Кайсара (порт. Caiçara) — муниципалитет в Бразилии, входит в штат Риу-Гранди-ду-Сул. Составная часть мезорегиона Северо-запад штата Риу-Гранди-ду-Сул. Входит в экономико-статистический микрорегион Фредерику-Вестфален. Население составляет 5184 человека на 2007 год. Занимает площадь 189,071 км². Плотность населения — 27,1 чел./км².

## История
Город основан 19 октября 1965 года.

## Статистика
- Валовой внутренний продукт на 2003 составляет 51 573 803,00 реалов (данные: Бразильский институт географии и статистики).
- Валовой внутренний продукт на душу населения на 2003 составляет 9674,32 реалов (данные: Бразильский институт географии и статистики).
- Индекс развития человеческого потенциала на 2000 составляет 0,794 (данные: Программа развития ООН).